# 숙릉 (조선)
숙릉(淑陵)은 조선 익조의 비 정숙왕후의 능이다. 함경남도 문천시 도초면 능전리에 있다.

## 개요
함경남도 문천시 도초면 능전리에 있는 익조의 비 정숙왕후 최씨의 능이다. 정숙왕후는 태조 이성계의 증조모이다.
조선 개국 직후인 1392년(태조 원년) 음력 8월 8일 태조가 자신의 4대조를 추존하고, 아들 이방원을 보내 각 무덤에 치제를 하고 능호를 올렸다. 이때 최씨의 무덤에는 숙릉(淑陵)의 능호가 올려졌다. 또 이 해 음력 10월 28일에는 능지기 권무 2명과 수릉호를 몇 호 두고, 재궁도 세웠다. 이후 숙릉에는 종8품 봉사 1명과 종9품 참봉 1명을 두어 능을 관리하게 하였다.

## 기타
- 1608년(선조 41년) 선조가 죽고 능호를 숙릉(肅陵)이라 하였는데, 그 음이 숙릉과 같다 하여[4] 이내 목릉(穆陵)으로 고쳤다.[5]
- 2009년 6월 27일 대한민국에 있는 조선왕릉이 세계문화유산으로 등재되었으나, 숙릉은 그 대상에 포함되지 않았다.[6]